# Albrecht Brandi
Albrecht Brandi (Dortmund, 1914. június 20. – Köln, 1966. január 6.) német tengeralattjáró-kapitány volt a második világháborúban. Tizenkét hajót elsüllyesztett, ezek összesített vízkiszorítása 31 689 brt volt.

## Pályafutása
Albrecht Brandi 1935. április 1-jén kezdte haditengerészeti pályafutását. Hat hónapos alapkiképzését a Karlsruhe cirkáló fedélzetén töltötte, majd 1936 júniustól 1937 márciusáig a flensburg-mürviki haditengerészeti iskolában tanult. Ezután aknaszedő hajókon szolgált, és az M–1 fedélzetén részt vett a westerplattei csatában. Ezt követően kérvényezte, hogy osszák be tengeralattjáróra, de elutasították. 1940 májusában az M–1 parancsnokának nevezték ki. A következő év áprilisában elfogadták új kérelmét, és áthelyezték a neustadti kiképzőbázisra. A tanfolyamán befejezése után Saint-Nazaire-be vezényelték.
1941 végén az U–552-vel indult őrjáratra, tanuló kapitányként. A hajó parancsnoka Erich Topp volt. Az Azori-szigetek felé indultak, de útközben parancsot kaptak a módosításra, és Kanada partjaihoz hajóztak. A Race-fok közelében Topp két hajót elsüllyesztett. Az őrjárat során sok problémájuk volt a rossz időjárással, a torpedókkal és a motorokkal.

### Parancsnokként
1942. április 9-én Brandi kifutott első önálló útjára az U–617-tel. Brandin kívül csak a legénység öt tagjának volt búvárhajós tapasztalata. Áprilistól augusztusig az ötös flottilla tagjaként gyakoroltak.
Első hajóját 1942. szeptember 4-én süllyesztette el. Az áldozat egy feröeri halászhajó volt, a Tor II. A 22 fős legénységből hárman élték túl az akciót. Szeptember 23-24-én az U–617 az SC–100-as konvojt támadta a Blitz farkasfalka részeként. Szeptember 23-án először elsüllyesztette a Liverpoolba tartó, 13 250 tonna melaszt és alkoholt szállító brit Athelsultant, majd hullámsírba küldte a brit Tennessee-t, amely 3438 tonna búzát szállított. A 35 fős legénység 15 tagja meghalt. A két támadásban 66-an haltak meg.
Szeptember 24-én egy belga hajót, a 4586 tonnányi általános rakománnyal haladó Roumanie-t süllyesztette el a tengeralattjáró 450 kilométerre délnyugatra Izlandtól. A 43 fős legénységből csak Pierre Suykerbuyk főgépész maradt életben, őt az U–617 felvette, és Saint-Nazaire-ba vitte.
1942. november 4-én a Földközi-tengerre vezényelték a hajót. Miközben a tengeralattjáró a Gibraltári-szoroson haladt át, észrevette egy brit, Sunderland típusú hidroplán, amely két bombát dobott rá, de azok nem találtak. November 19-én Brandi eredmény nélkül megtámadott egy brit konvojt. A kísérő hajók négy órán át próbálták mélységi bombákkal elpusztítani az U–617-et. 1942. novemberben a 29. flottillához helyezték a búvárhajót. December 28-án a líbiai Bengázi közelében elsüllyesztette a brit haditengerészet HMS St. Issey nevű vontatóhajóját. A legénység mind a 36 tagja meghalt. 1943. január 15-én Brandi megtámadott egy két teherhajóból és egy felfegyverzett halászhajóból álló flottát, amely Alexandriából Tobrukba tartott hadianyaggal megpakolva. Mindkét szállítóhajó, a görög Annitsa és a norvég Harboe Jensen elsüllyedt. A legénység 40 tagját az őket kísérő HMS Southern Islesnak sikerült kimentenie, húszan azonban meghaltak.
Negyedik őrjáratára 1943. január 27-én futott ki Brandi. Ennek során az U–617 közeli kontaktusba került egy ellenséges tengeralattjáróval, de egyikük sem tudott olyan pozíciót felvenni, amelyből tüzelhetett volna. A La Speziába visszatérő Brandit Lovagkereszttel tüntették ki 1943. január 21-én.
Ötödik útján, 1943. február 1-jén elsüllyesztette a HMS Welshman brit aknarakó hajót, amely Málta védelmében tevékenykedett. A 289 tengerész közül 124 élte túl az akciót. Február 5-én Brandi az AW–22-es konvojt követte, majd megtorpedózta a norvég Henriket és Coronát. A támadást 147-en élték túl, ketten meghaltak.
A következő őrjárata során, 1943. április 11-én megkapta a tölgyfaleveleket a lovagkeresztjéhez, miután jelentette a HMS Uganda cirkáló és egy 23 500 tonnás teherhajó elsüllyesztését. Egyik találatát sem igazolták.
Brandi 1943 augusztusában hajójával kifutott Toulonból nyolcadik járőrútjára. Szeptember 6-án elsüllyesztette a brit HMS Puckeridge rombolót Gibraltártól hatvan kilométerre keletre. A legénység 62 tagja elhunyt, 129 megmenekült. A portya során két repülőgép-hordozóval (HMS Illustrious és HMS Formidable) is találkozott, de nem tudott rájuk lőni. Szeptember 12-én Marokkó partjainál repülőgépek támadták meg az U–617-et. A mélységi bombák olyan súlyos károkat okoztak, hogy Brandi kénytelen volt a sekély vízbe kormányozni a hajót. Miután a tengeralattjáró megfeneklett, a legénységet őrizetbe vették a spanyol katonák. Brandi a cádizi tiszti táborba került, ahonnan sikerült megszöknie, és visszajutnia Németországba.
1944. januárban Brandi visszatért Toulonba, és átvette az U–380 irányítását. Egy őrjáratot teljesített, majd hajója megsemmisült a dokkok elleni amerikai légitámadásban március 13-án. Áprilisban kinevezték az U–967 parancsnokának. Május 5-én elsüllyesztette USS Fechteler amerikai rombolót, 180 kilométerre Orántól északnyugatra. A legénység 27 tagja meghalt. Albrecht Brandi május 9-én megkapta a Lovagkeresztet kardokkal és tölgyfalombokkal. 1944 júniusában őrjárat közben súlyosan megbetegedett, és a tengeralattjáró kénytelen volt visszafordulni. Júliusban megbízták a Balti-tenger keleti medencéjében zajló tengeralattjáró-hadműveletek irányításával. November 24-én megkapta a gyémántokat is a Lovagkereszthez. Ezt a kitüntetést ő kapta meg másodikként a haditengerészetben, Wolfgang Lüth után. 1945 januárban a mini-tengeralattjárók parancsnokának nevezték ki.

### A háború után
1945 szeptemberében szabadult a kanadai fogságból. Először kőművesként dolgozott, majd építészetet tanult. Dortmundban élt, és sikeres építész lett, dolgozott Szaúd-Arábiában is. Három éven át a szövetségi építészszövetség dortmundi elnöke volt. 1964-ben a westfaleni Rotary Klub elnöke lett. 1966. január 6-án Kölnben halt meg. A szövetségi haditengerészet tagjai díszőrséget adtak a temetésén.

## Összegzés
| Hajója | Parancsnoki szolgálata                    | Őrjáratok száma | Őrjáratok hossza (nap) | Eltalált hajók száma | Eltalált hajók vízkiszorítása (brt) |
| ------ | ----------------------------------------- | --------------- | ---------------------- | -------------------- | ----------------------------------- |
| U–617  | 1942.augusztus 29. – 1943. szeptember 12. | 8               | 187                    | 11                   | 30 389                              |
| U–380  | 1943. december 20. – 1944. január 21.     | 1               | 33                     | 0                    | 0                                   |
| U–967  | 1944. április 11. – 1944. május 7.        | 1               | 37                     | 1                    | 1300                                |
|        | Összesen                                  | 10              | 257                    | 12                   | 31 689                              |

## Elsüllyesztett hajók
| Búvárhajó | Nap                  | Hajó            | Nemzetisége        | Vízkiszorítása (brt |
| --------- | -------------------- | --------------- | ------------------ | ------------------- |
| U–617     | 1942. szeptember 7.  | Tor II          | Feröer             | 292                 |
| U–617     | 1942. szeptember 23. | Athelsultan     | Egyesült Királyság | 8882                |
| U–617     | 1942. szeptember 23. | Tennessee       | Egyesült Királyság | 2342                |
| U–617     | 1942. szeptember 24. | Roumanie        | Belgium            | 3563                |
| U–617     | 1942. december 28.   | HMS St. Issey*  | Egyesült Királyság | 810                 |
| U–617     | 1943. január 15.     | Annitsa         | Görögország        | 4324                |
| U–617     | 1943. január 15.     | Harboe Jensen   | Norvégia           | 1862                |
| U–617     | 1943. február 1.     | HMS Welshman*   | Egyesült Királyság | 2650                |
| U–617     | 1943. február 5.     | Corona          | Norvégia           | 3264                |
| U–617     | 1943. február 5.     | Henrik          | Norvégia           | 1350                |
| U–617     | 1943. szeptember 6.  | HMS Puckeridge* | Egyesült Királyság | 1050                |
| U–967     | 1944. május 5.       | USS Fechteler*  | Egyesült Államok   | 1300                |

* Hadihajó